# Vuelta a Bélgica 2025
La 94.ª edición de la Vuelta a Bélgica fue una carrera de ciclismo en ruta por etapas que se celebró entre el 18 y el 22 de junio de 2025 con inicio en la localidad de Merelbeke-Melle y final en la capital Bélgica, Bruselas. El recorrido constó de un total de 5 etapas sobre una distancia total de 758,1 km.
La carrera hizo parte del circuito UCI ProSeries, dentro de la categoría 2.Pro. El vencedor fue el italiano Filippo Baroncini del UAE Emirates XRG, quien estuvo acompañado en el podio por el británico Ethan Hayter del Soudal Quick-Step y el belga Jenno Berckmoes del Lotto, segundo y tercer clasificado respectivamente.

## Equipos participantes
Tomaron parte en la carrera 22 equipos: 8 de categoría UCI WorldTeam, 9 de categoría UCI ProTeam, 3 de categoría Continental y 2 de ciclocrós. Formaron así un pelotón de 166 ciclistas de los que acabaron 135. Los equipos participantes fueron:
| WorldTeams (8)- Alpecin-Deceuninck - Ineos Grenadiers - Intermarché-Wanty - Lidl-Trek - Movistar Team - Soudal Quick-Step - Team Picnic-PostNL - UAE Team Emirates XRG ProTeams (9)- Israel-Premier Tech - Lotto - Team Flanders-Baloise - Team Novo Nordisk - Team TotalEnergies - Tudor Pro Cycling Team - Unibet Tietema Rockets - Uno-X Mobility - Wagner Bazin WB Equipos continentales (4)- Baloise Glowi Lions - BEAT Cycling - Metec-Solarwatt p/b Mantel - Tarteletto-Isorex Unknown team category- Pauwels Sauzen-Cibel Clementines |
| |

## Etapas
| Etapa     | Fecha     | Recorrido                         | type                    | Distancia (km) | Desnivel (m) | Ganador          | Líder                 |
| --------- | --------- | --------------------------------- | ----------------------- | -------------- | ------------ | ---------------- | --------------------- |
| 1.ª etapa | 18 de jun | Merelbeke-Melle – Knokke-Heist    | etapa llana             | 198            | 828 m        | Tim Merlier      | Tim Merlier           |
| 2.ª etapa | 19 de jun | Beringen – Putte                  | etapa llana             | 194,6          | 749 m        | Jasper Philipsen | Juan Sebastián Molano |
| 3.ª etapa | 20 de jun | Tessenderlo-Ham – Tessenderlo-Ham | contrarreloj individual | 9,7            | 72 m         | Ethan Hayter     | Ethan Hayter          |
| 4.ª etapa | 21 de jun | Durbuy – Durbuy                   | etapa escarpada         | 177,1          | 2892 m       | Jenno Berckmoes  | Filippo Baroncini     |
| 5.ª etapa | 22 de jun | Bruselas – Bruselas               | etapa llana             | 183,2          | 1212 m       | Tim Merlier      | Filippo Baroncini     |

## Desarrollo de la carrera

### 1.ª etapa
| Merelbeke-Melle - Knokke-Heist | etapa llana | (198 km) |

| \| Clasificación de la etapa \| Clasificación de la etapa \| Clasificación de la etapa \| Clasificación de la etapa \| Clasificación de la etapa \| \| Ciclista \| Ciclista \| Equipo \| Tiempo \| \| \| ------------------------- \| ------------------------- \| ------------------------- \| ------------------------- \| ------------------------- \| \| 1.º \| Tim Merlier \| Soudal Quick-Step \| 4 h 23 min 43 s \| \| \| 2.º \| Juan Sebastián Molano \| UAE Team Emirates XRG \| + 0 s \| \| \| 3.º \| Ethan Vernon \| Israel-Premier Tech \| + 0 s \| \| \| 4.º \| Fernando Gaviria \| Movistar Team \| + 0 s \| \| \| 5.º \| Alberto Dainese \| Tudor Pro Cycling Team \| + 0 s \| \| \| 6.º \| Jason Tesson \| Team TotalEnergies \| + 0 s \| \| \| 7.º \| Tim Torn Teutenberg \| Lidl-Trek \| + 0 s \| \| \| 8.º \| Casper van Uden \| Team Picnic-PostNL \| + 0 s \| \| \| 9.º \| Leander Van Hautegem \| Wagner Bazin WB \| + 0 s \| \| \| 10.º \| Luca Van Boven \| Intermarché-Wanty \| + 0 s \| \| |                       |                        |                 |
| |                       |                        |                 |
| |                       |                        |                 |
| Clasificación de la etapa |                       |                        |                 |
| Ciclista | Ciclista              | Equipo                 | Tiempo          |
| 1.º | Tim Merlier           | Soudal Quick-Step      | 4 h 23 min 43 s |
| 2.º | Juan Sebastián Molano | UAE Team Emirates XRG  | + 0 s           |
| 3.º | Ethan Vernon          | Israel-Premier Tech    | + 0 s           |
| 4.º | Fernando Gaviria      | Movistar Team          | + 0 s           |
| 5.º | Alberto Dainese       | Tudor Pro Cycling Team | + 0 s           |
| 6.º | Jason Tesson          | Team TotalEnergies     | + 0 s           |
| 7.º | Tim Torn Teutenberg   | Lidl-Trek              | + 0 s           |
| 8.º | Casper van Uden       | Team Picnic-PostNL     | + 0 s           |
| 9.º | Leander Van Hautegem  | Wagner Bazin WB        | + 0 s           |
| 10.º | Luca Van Boven        | Intermarché-Wanty      | + 0 s           |

| \| Clasificación general \| Clasificación general \| Clasificación general \| Clasificación general \| Clasificación general \| \| Ciclista \| Ciclista \| Equipo \| Tiempo \| \| \| --------------------- \| --------------------- \| --------------------- \| --------------------- \| --------------------- \| \| 1.º \| Tim Merlier \| Soudal Quick-Step \| 4 h 23 min 33 s \| \| \| 2.º \| Juan Sebastián Molano \| UAE Team Emirates XRG \| + 4 s \| \| \| 3.º \| Ethan Vernon \| Israel-Premier Tech \| + 6 s \| \| \| 4.º \| Ben Turner \| Ineos Grenadiers \| + 7 s \| \| \| 5.º \| Jenno Berckmoes \| Lotto \| + 7 s \| \| \| 6.º \| Søren Kragh Andersen \| Lidl-Trek \| + 7 s \| \| \| 7.º \| Ådne Holter \| Uno-X Mobility \| + 8 s \| \| \| 8.º \| Filippo Ganna \| Ineos Grenadiers \| + 8 s \| \| \| 9.º \| Florian Vermeersch \| UAE Team Emirates XRG \| + 9 s \| \| \| 10.º \| Jasper Philipsen \| Alpecin-Deceuninck \| + 9 s \| \| |                       |                       |                 |
| |                       |                       |                 |
| |                       |                       |                 |
| Clasificación general |                       |                       |                 |
| Ciclista | Ciclista              | Equipo                | Tiempo          |
| 1.º | Tim Merlier           | Soudal Quick-Step     | 4 h 23 min 33 s |
| 2.º | Juan Sebastián Molano | UAE Team Emirates XRG | + 4 s           |
| 3.º | Ethan Vernon          | Israel-Premier Tech   | + 6 s           |
| 4.º | Ben Turner            | Ineos Grenadiers      | + 7 s           |
| 5.º | Jenno Berckmoes       | Lotto                 | + 7 s           |
| 6.º | Søren Kragh Andersen  | Lidl-Trek             | + 7 s           |
| 7.º | Ådne Holter           | Uno-X Mobility        | + 8 s           |
| 8.º | Filippo Ganna         | Ineos Grenadiers      | + 8 s           |
| 9.º | Florian Vermeersch    | UAE Team Emirates XRG | + 9 s           |
| 10.º | Jasper Philipsen      | Alpecin-Deceuninck    | + 9 s           |

### 2.ª etapa
| Beringen - Putte | etapa llana | (194,6 km) |

| \| Clasificación de la etapa \| Clasificación de la etapa \| Clasificación de la etapa \| Clasificación de la etapa \| Clasificación de la etapa \| \| Ciclista \| Ciclista \| Equipo \| Tiempo \| \| \| ------------------------- \| ------------------------- \| ------------------------- \| ------------------------- \| ------------------------- \| \| 1.º \| Jasper Philipsen \| Alpecin-Deceuninck \| 4 h 07 min 27 s \| \| \| 2.º \| Juan Sebastián Molano \| UAE Team Emirates XRG \| + 0 s \| \| \| 3.º \| Jenno Berckmoes \| Lotto \| + 0 s \| \| \| 4.º \| Tim Torn Teutenberg \| Lidl-Trek \| + 0 s \| \| \| 5.º \| Florian Dauphin \| Team TotalEnergies \| + 0 s \| \| \| 6.º \| Matyáš Kopecký \| Team Novo Nordisk \| + 0 s \| \| \| 7.º \| Tim Merlier \| Soudal Quick-Step \| + 0 s \| \| \| 8.º \| Steffen De Schuyteneer \| Lotto \| + 0 s \| \| \| 9.º \| Fernando Gaviria \| Movistar Team \| + 0 s \| \| \| 10.º \| Lindsay De Vylder \| Team Flanders-Baloise \| + 0 s \| \| |                        |                       |                 |
| |                        |                       |                 |
| |                        |                       |                 |
| Clasificación de la etapa |                        |                       |                 |
| Ciclista | Ciclista               | Equipo                | Tiempo          |
| 1.º | Jasper Philipsen       | Alpecin-Deceuninck    | 4 h 07 min 27 s |
| 2.º | Juan Sebastián Molano  | UAE Team Emirates XRG | + 0 s           |
| 3.º | Jenno Berckmoes        | Lotto                 | + 0 s           |
| 4.º | Tim Torn Teutenberg    | Lidl-Trek             | + 0 s           |
| 5.º | Florian Dauphin        | Team TotalEnergies    | + 0 s           |
| 6.º | Matyáš Kopecký         | Team Novo Nordisk     | + 0 s           |
| 7.º | Tim Merlier            | Soudal Quick-Step     | + 0 s           |
| 8.º | Steffen De Schuyteneer | Lotto                 | + 0 s           |
| 9.º | Fernando Gaviria       | Movistar Team         | + 0 s           |
| 10.º | Lindsay De Vylder      | Team Flanders-Baloise | + 0 s           |

| \| Clasificación general \| Clasificación general \| Clasificación general \| Clasificación general \| Clasificación general \| \| Ciclista \| Ciclista \| Equipo \| Tiempo \| \| \| --------------------- \| --------------------- \| -------------------------- \| --------------------- \| --------------------- \| \| 1.º \| Juan Sebastián Molano \| UAE Team Emirates XRG \| 8 h 30 min 58 s \| \| \| 2.º \| Jasper Philipsen \| Alpecin-Deceuninck \| + 1 s \| \| \| 3.º \| Tim Merlier \| Soudal Quick-Step \| + 2 s \| \| \| 4.º \| Jenno Berckmoes \| Lotto \| + 5 s \| \| \| 5.º \| Wessel Mouris \| Unibet Tietema Rockets \| + 6 s \| \| \| 6.º \| Olivier Godfroid \| Baloise Glowi Lions \| + 6 s \| \| \| 7.º \| Axel van der Tuuk \| Metec-Solarwatt p/b Mantel \| + 6 s \| \| \| 8.º \| Ethan Vernon \| Israel-Premier Tech \| + 8 s \| \| \| 9.º \| Ben Turner \| Cardiff City Football Club \| + 9 s \| \| \| 10.º \| Søren Kragh Andersen \| Lidl-Trek \| + 9 s \| \| |                       |                            |                 |
| |                       |                            |                 |
| |                       |                            |                 |
| Clasificación general |                       |                            |                 |
| Ciclista | Ciclista              | Equipo                     | Tiempo          |
| 1.º | Juan Sebastián Molano | UAE Team Emirates XRG      | 8 h 30 min 58 s |
| 2.º | Jasper Philipsen      | Alpecin-Deceuninck         | + 1 s           |
| 3.º | Tim Merlier           | Soudal Quick-Step          | + 2 s           |
| 4.º | Jenno Berckmoes       | Lotto                      | + 5 s           |
| 5.º | Wessel Mouris         | Unibet Tietema Rockets     | + 6 s           |
| 6.º | Olivier Godfroid      | Baloise Glowi Lions        | + 6 s           |
| 7.º | Axel van der Tuuk     | Metec-Solarwatt p/b Mantel | + 6 s           |
| 8.º | Ethan Vernon          | Israel-Premier Tech        | + 8 s           |
| 9.º | Ben Turner            | Cardiff City Football Club | + 9 s           |
| 10.º | Søren Kragh Andersen  | Lidl-Trek                  | + 9 s           |

### 3.ª etapa
| Tessenderlo-Ham - Tessenderlo-Ham | contrarreloj individual | (9,7 km) |

| \| Clasificación de la etapa \| Clasificación de la etapa \| Clasificación de la etapa \| Clasificación de la etapa \| Clasificación de la etapa \| \| Ciclista \| Ciclista \| Equipo \| Tiempo \| \| \| ------------------------- \| ------------------------- \| ------------------------- \| ------------------------- \| ------------------------- \| \| 1.º \| Ethan Hayter \| Soudal Quick-Step \| 10 min 29 s \| \| \| 2.º \| Filippo Ganna \| Ineos Grenadiers \| + 4 s \| \| \| 3.º \| Florian Vermeersch \| UAE Team Emirates XRG \| + 16 s \| \| \| 4.º \| Filippo Baroncini \| UAE Team Emirates XRG \| + 16 s \| \| \| 5.º \| Huub Artz \| Intermarché-Wanty \| + 17 s \| \| \| 6.º \| Connor Swift \| Ineos Grenadiers \| + 18 s \| \| \| 7.º \| Alec Segaert \| Lotto \| + 20 s \| \| \| 8.º \| Pier-André Côté \| Israel-Premier Tech \| + 21 s \| \| \| 9.º \| Ben Turner \| Ineos Grenadiers \| + 22 s \| \| \| 10.º \| Rune Herregodts \| UAE Team Emirates XRG \| + 23 s \| \| |                    |                       |             |
| |                    |                       |             |
| |                    |                       |             |
| Clasificación de la etapa |                    |                       |             |
| Ciclista | Ciclista           | Equipo                | Tiempo      |
| 1.º | Ethan Hayter       | Soudal Quick-Step     | 10 min 29 s |
| 2.º | Filippo Ganna      | Ineos Grenadiers      | + 4 s       |
| 3.º | Florian Vermeersch | UAE Team Emirates XRG | + 16 s      |
| 4.º | Filippo Baroncini  | UAE Team Emirates XRG | + 16 s      |
| 5.º | Huub Artz          | Intermarché-Wanty     | + 17 s      |
| 6.º | Connor Swift       | Ineos Grenadiers      | + 18 s      |
| 7.º | Alec Segaert       | Lotto                 | + 20 s      |
| 8.º | Pier-André Côté    | Israel-Premier Tech   | + 21 s      |
| 9.º | Ben Turner         | Ineos Grenadiers      | + 22 s      |
| 10.º | Rune Herregodts    | UAE Team Emirates XRG | + 23 s      |

| \| Clasificación general \| Clasificación general \| Clasificación general \| Clasificación general \| Clasificación general \| \| Ciclista \| Ciclista \| Equipo \| Tiempo \| \| \| --------------------- \| --------------------- \| -------------------------- \| --------------------- \| --------------------- \| \| 1.º \| Ethan Hayter \| Soudal Quick-Step \| 8 h 41 min 39 s \| \| \| 2.º \| Filippo Ganna \| Ineos Grenadiers \| + 2 s \| \| \| 3.º \| Florian Vermeersch \| UAE Team Emirates XRG \| + 15 s \| \| \| 4.º \| Filippo Baroncini \| UAE Team Emirates XRG \| + 17 s \| \| \| 5.º \| Huub Artz \| Intermarché-Wanty \| + 18 s \| \| \| 6.º \| Axel van der Tuuk \| Metec-Solarwatt p/b Mantel \| + 19 s \| \| \| 7.º \| Connor Swift \| Ineos Grenadiers \| + 19 s \| \| \| 8.º \| Ben Turner \| Ineos Grenadiers \| + 20 s \| \| \| 9.º \| Ethan Vernon \| Israel-Premier Tech \| + 20 s \| \| \| 10.º \| Alec Segaert \| Lotto \| + 20 s \| \| |                    |                            |                 |
| |                    |                            |                 |
| |                    |                            |                 |
| Clasificación general |                    |                            |                 |
| Ciclista | Ciclista           | Equipo                     | Tiempo          |
| 1.º | Ethan Hayter       | Soudal Quick-Step          | 8 h 41 min 39 s |
| 2.º | Filippo Ganna      | Ineos Grenadiers           | + 2 s           |
| 3.º | Florian Vermeersch | UAE Team Emirates XRG      | + 15 s          |
| 4.º | Filippo Baroncini  | UAE Team Emirates XRG      | + 17 s          |
| 5.º | Huub Artz          | Intermarché-Wanty          | + 18 s          |
| 6.º | Axel van der Tuuk  | Metec-Solarwatt p/b Mantel | + 19 s          |
| 7.º | Connor Swift       | Ineos Grenadiers           | + 19 s          |
| 8.º | Ben Turner         | Ineos Grenadiers           | + 20 s          |
| 9.º | Ethan Vernon       | Israel-Premier Tech        | + 20 s          |
| 10.º | Alec Segaert       | Lotto                      | + 20 s          |

### 4.ª etapa
| Durbuy - Durbuy | etapa escarpada | (177,1 km) |

| \| Clasificación de la etapa \| Clasificación de la etapa \| Clasificación de la etapa \| Clasificación de la etapa \| Clasificación de la etapa \| \| Ciclista \| Ciclista \| Equipo \| Tiempo \| \| \| ------------------------- \| ------------------------- \| ------------------------- \| ------------------------- \| ------------------------- \| \| 1.º \| Jenno Berckmoes \| Lotto \| 4 h 00 min 34 s \| \| \| 2.º \| Marco Frigo \| Israel-Premier Tech \| + 5 s \| \| \| 3.º \| Orluis Aular \| Movistar Team \| + 5 s \| \| \| 4.º \| Filippo Baroncini \| UAE Team Emirates XRG \| + 5 s \| \| \| 5.º \| Alexandre Delettre \| Team TotalEnergies \| + 17 s \| \| \| 6.º \| Toon Aerts \| Lotto \| + 17 s \| \| \| 7.º \| Dion Smith \| Intermarché-Wanty \| + 17 s \| \| \| 8.º \| Ådne Holter \| Uno-X Mobility \| + 17 s \| \| \| 9.º \| Pier-André Côté \| Israel-Premier Tech \| + 17 s \| \| \| 10.º \| Florian Vermeersch \| UAE Team Emirates XRG \| + 17 s \| \| |                    |                       |                 |
| |                    |                       |                 |
| |                    |                       |                 |
| Clasificación de la etapa |                    |                       |                 |
| Ciclista | Ciclista           | Equipo                | Tiempo          |
| 1.º | Jenno Berckmoes    | Lotto                 | 4 h 00 min 34 s |
| 2.º | Marco Frigo        | Israel-Premier Tech   | + 5 s           |
| 3.º | Orluis Aular       | Movistar Team         | + 5 s           |
| 4.º | Filippo Baroncini  | UAE Team Emirates XRG | + 5 s           |
| 5.º | Alexandre Delettre | Team TotalEnergies    | + 17 s          |
| 6.º | Toon Aerts         | Lotto                 | + 17 s          |
| 7.º | Dion Smith         | Intermarché-Wanty     | + 17 s          |
| 8.º | Ådne Holter        | Uno-X Mobility        | + 17 s          |
| 9.º | Pier-André Côté    | Israel-Premier Tech   | + 17 s          |
| 10.º | Florian Vermeersch | UAE Team Emirates XRG | + 17 s          |

| \| Clasificación general \| Clasificación general \| Clasificación general \| Clasificación general \| Clasificación general \| \| Ciclista \| Ciclista \| Equipo \| Tiempo \| \| \| --------------------- \| --------------------- \| -------------------------- \| --------------------- \| --------------------- \| \| 1.º \| Filippo Baroncini \| UAE Team Emirates XRG \| 12 h 42 min 29 s \| \| \| 2.º \| Ethan Hayter \| Soudal Quick-Step \| + 4 s \| \| \| 3.º \| Jenno Berckmoes \| Lotto \| + 7 s \| \| \| 4.º \| Filippo Ganna \| Ineos Grenadiers \| + 10 s \| \| \| 5.º \| Marco Frigo \| Israel-Premier Tech \| + 11 s \| \| \| 6.º \| Florian Vermeersch \| UAE Team Emirates XRG \| + 16 s \| \| \| 7.º \| Orluis Aular \| Movistar Team \| + 18 s \| \| \| 8.º \| Jasper Philipsen \| Alpecin-Deceuninck \| + 22 s \| \| \| 9.º \| Pier-André Côté \| Israel-Premier Tech \| + 23 s \| \| \| 10.º \| Axel van der Tuuk \| Metec-Solarwatt p/b Mantel \| + 23 s \| \| |                    |                            |                  |
| |                    |                            |                  |
| |                    |                            |                  |
| Clasificación general |                    |                            |                  |
| Ciclista | Ciclista           | Equipo                     | Tiempo           |
| 1.º | Filippo Baroncini  | UAE Team Emirates XRG      | 12 h 42 min 29 s |
| 2.º | Ethan Hayter       | Soudal Quick-Step          | + 4 s            |
| 3.º | Jenno Berckmoes    | Lotto                      | + 7 s            |
| 4.º | Filippo Ganna      | Ineos Grenadiers           | + 10 s           |
| 5.º | Marco Frigo        | Israel-Premier Tech        | + 11 s           |
| 6.º | Florian Vermeersch | UAE Team Emirates XRG      | + 16 s           |
| 7.º | Orluis Aular       | Movistar Team              | + 18 s           |
| 8.º | Jasper Philipsen   | Alpecin-Deceuninck         | + 22 s           |
| 9.º | Pier-André Côté    | Israel-Premier Tech        | + 23 s           |
| 10.º | Axel van der Tuuk  | Metec-Solarwatt p/b Mantel | + 23 s           |

### 5.ª etapa
| Bruselas - Bruselas | etapa llana | (183,2 km) |

| \| Clasificación de la etapa \| Clasificación de la etapa \| Clasificación de la etapa \| Clasificación de la etapa \| Clasificación de la etapa \| \| Ciclista \| Ciclista \| Equipo \| Tiempo \| \| \| ------------------------- \| ------------------------- \| ------------------------- \| ------------------------- \| ------------------------- \| \| 1.º \| Tim Merlier \| Soudal Quick-Step \| 3 h 56 min 38 s \| \| \| 2.º \| Juan Sebastián Molano \| UAE Team Emirates XRG \| + 0 s \| \| \| 3.º \| Kim Heiduk \| Ineos Grenadiers \| + 0 s \| \| \| 4.º \| Tim Torn Teutenberg \| Lidl-Trek \| + 0 s \| \| \| 5.º \| Jasper Philipsen \| Alpecin-Deceuninck \| + 0 s \| \| \| 6.º \| Arne Marit \| Intermarché-Wanty \| + 0 s \| \| \| 7.º \| Matyáš Kopecký \| Team Novo Nordisk \| + 0 s \| \| \| 8.º \| Ethan Vernon \| Israel-Premier Tech \| + 0 s \| \| \| 9.º \| Alberto Dainese \| Tudor Pro Cycling Team \| + 0 s \| \| \| 10.º \| Tom Van Asbroeck \| Israel-Premier Tech \| + 0 s \| \| |                       |                        |                 |
| |                       |                        |                 |
| |                       |                        |                 |
| Clasificación de la etapa |                       |                        |                 |
| Ciclista | Ciclista              | Equipo                 | Tiempo          |
| 1.º | Tim Merlier           | Soudal Quick-Step      | 3 h 56 min 38 s |
| 2.º | Juan Sebastián Molano | UAE Team Emirates XRG  | + 0 s           |
| 3.º | Kim Heiduk            | Ineos Grenadiers       | + 0 s           |
| 4.º | Tim Torn Teutenberg   | Lidl-Trek              | + 0 s           |
| 5.º | Jasper Philipsen      | Alpecin-Deceuninck     | + 0 s           |
| 6.º | Arne Marit            | Intermarché-Wanty      | + 0 s           |
| 7.º | Matyáš Kopecký        | Team Novo Nordisk      | + 0 s           |
| 8.º | Ethan Vernon          | Israel-Premier Tech    | + 0 s           |
| 9.º | Alberto Dainese       | Tudor Pro Cycling Team | + 0 s           |
| 10.º | Tom Van Asbroeck      | Israel-Premier Tech    | + 0 s           |

## Clasificaciones finales
- Las clasificaciones finalizaron de la siguiente forma:[3]

### Clasificación general
| \| Clasificación general \| Clasificación general \| Clasificación general \| Clasificación general \| Clasificación general \| \| Ciclista \| Ciclista \| Equipo \| Tiempo \| \| \| --------------------- \| --------------------- \| --------------------- \| --------------------- \| --------------------- \| |          |        |        |
| |          |        |        |
| |          |        |        |
| Clasificación general |          |        |        |
| Ciclista | Ciclista | Equipo | Tiempo |

### Clasificación por puntos
| Clasificación por puntos | Clasificación por puntos | Clasificación por puntos | Clasificación por puntos | Clasificación por puntos |
| Ciclista                 | Ciclista                 | Equipo                   | Puntos                   |                          |
| ------------------------ | ------------------------ | ------------------------ | ------------------------ | ------------------------ |

### Clasificación de los jóvenes
| Clasificación del mejor joven | Clasificación del mejor joven | Clasificación del mejor joven | Clasificación del mejor joven | Clasificación del mejor joven |
| Ciclista                      | Ciclista                      | Equipo                        | Tiempo                        |                               |
| ----------------------------- | ----------------------------- | ----------------------------- | ----------------------------- | ----------------------------- |

### Clasificación por equipos
| Clasificación por equipos | Clasificación por equipos | Clasificación por equipos | Clasificación por equipos |
| Equipo                    | Equipo                    | Tiempo                    |                           |
| ------------------------- | ------------------------- | ------------------------- | ------------------------- |

## Evolución de las clasificaciones
| Etapa                   |                         | Ganador _        | Clasificación general | Puntos                | Jóvenes             | Combatividad       | Equipo _              |
| ----------------------- | ----------------------- | ---------------- | --------------------- | --------------------- | ------------------- | ------------------ | --------------------- |
| 1.ª etapa               | etapa llana             | Tim Merlier      | Tim Merlier           | Tim Merlier           | Tim Torn Teutenberg | Dylan Vandenstorme | Team Flanders-Baloise |
| 2.ª etapa               | etapa llana             | Jasper Philipsen | Juan Sebastián Molano | Juan Sebastián Molano | Wessel Mouris       | Alex Colman        | Team Flanders-Baloise |
| 3.ª etapa               | contrarreloj individual | Ethan Hayter     | Ethan Hayter          | no otorgado           | no otorgado         | no otorgado        | no otorgado           |
| 4.ª etapa               | etapa escarpada         | Jenno Berckmoes  | Filippo Baroncini     | no otorgado           | no otorgado         | no otorgado        | no otorgado           |
| 5.ª etapa               | etapa llana             | Tim Merlier      | Filippo Baroncini     | no otorgado           | no otorgado         | no otorgado        | no otorgado           |
| Clasificaciones finales | Clasificaciones finales |                  | Filippo Baroncini     | no otorgado           | no otorgado         | no otorgado        | no otorgado           |

## UCI World Ranking
La Vuelta a Bélgica otorgó puntos para el UCI World Ranking para corredores de los equipos en las categorías UCI WorldTeam, UCI ProTeam y Continental. Las siguientes tablas son el baremo de puntuación y los diez corredores que obtuvieron más puntos:
| Posición              | 1.º | 2.º | 3.º | 4.º | 5.º | 6.º | 7.º | 8.º | 9.º | 10.º | 11.º | 12.º | 13.º | 14.º | 15.º | 16.º-30.º | 31.º-40.º |
| Clasificación general | 200 | 150 | 125 | 100 | 85  | 70  | 60  | 50  | 40  | 35   | 30   | 25   | 20   | 15   | 10   | 5         | 3         |
| Por etapa             | 20  | 15  | 10  | 5   | 3   |     |     |     |     |      |      |      |      |      |      |           |           |
| Líder                 | 5   |     |     |     |     |     |     |     |     |      |      |      |      |      |      |           |           |

| Clasificación |                       |                     |         |       |       |       |
| Posición      | Ciclista              | Equipo              | General | Etapa | Líder | Total |
| ------------- | --------------------- | ------------------- | ------- | ----- | ----- | ----- |
| 1.º           | Filippo Baroncini     | UAE Emirates XRG    | 200     | 10    | 5     | 215   |
| 2.º           | Ethan Hayter          | Soudal Quick-Step   | 150     | 20    | 5     | 175   |
| 3.º           | Jenno Berckmoes       | Lotto               | 125     | 30    | -     | 155   |
| 4.º           | Filippo Ganna         | INEOS Grenadiers    | 100     | 15    | -     | 115   |
| 5.º           | Marco Frigo           | Israel-Premier Tech | 85      | 15    | -     | 100   |
| 6.º           | Florian Vermeersch    | UAE Emirates XRG    | 70      | 10    | -     | 80    |
| 7.º           | Jasper Philipsen      | Alpecin-Deceuninck  | 50      | 23    | -     | 73    |
| 8.º           | Orluis Aular          | Movistar            | 60      | 10    | -     | 70    |
| 9.º           | Juan Sebastián Molano | UAE Emirates XRG    | -       | 45    | 5     | 50    |
| 10.º          | Tim Merlier           | Soudal Quick-Step   | -       | 40    | 5     | 45    |